# 相馬信胤
相馬 信胤（そうま のぶたね）は、相馬中村藩8代藩主・相馬恕胤の長男。幼名は式部。

## 人物
恕胤の長男として生まれたが、江戸麻布屋敷にて夭折した。行年8歳。戒名は霊鷲院殿法巌良設大童子。小高山同慶寺に葬られた。その後、弟の斉胤が嫡子となった。